# Дов Ной
Дов Ной (івр. דב נוי; 20 жовтня 1920, Коломия — 29 вересня 2013, Єрусалим) — ізраїльський фольклорист. Його вважають одним із найважливіших дослідників у галузі єврейських народних казок.

## Життєпис
Народився Дов Ной 20 жовтня 1920 року в Коломиї. Він здобув традиційну єврейську освіту та мав приватного репетитора, єврейського поета Шимшона Мельцера.
Він емігрував до Палестини в 1938 році та вивчав Талмуд, єврейську історію та Біблію в Єврейському університеті в Єрусалимі. Він служив добровольцем у 
Королівських інженерних силах Британської армії з 1941 по 1945 рік. Більшість членів родини Ноя загинули під час Голокосту, за винятком його самого та його брата Меїра, який емігрував до Ізраїлю в 1948 році.
Після війни, у 1946 році, Ной отримав ступінь магістра в Єврейському університеті. Потім він працював викладачем у британських таборах для інтернованих, які вижили в Голокості, на Кіпрі в 1947–1949 роках, де зустрів свого брата Меїра. З 1949 по 1952 рік він був частиною редакційної групи дитячого щотижневого журналу «Davar Le'yeladim».
Він навчався у Сполучених Штатах з 1952 по 1954 рік, спочатку вивчаючи порівняльне літературознавство під керівництвом Рене Веллека в Єльському університеті, а потім перейшов до Індіанського університету в Блумінгтоні. Там він завершив свою докторську дисертацію під керівництвом фольклориста Стітха Томпсона. Дисертація Ноя під назвою «Покажчик мотивів талмудико-мідрашської літератури» аналізувала мотиви в рабинській літературі. Ной був першим фольклористом, який застосував класифікацію Аарне-Томпсона до єврейського фольклору.  Томпсон назвав Ноя «одним з найблискучіших учнів, яких я коли-небудь мав».
Після повернення до Ізраїлю в 1955 році Ной почав викладати в Єврейському університеті в Єрусалимі, зосереджуючись на агаді. Того ж року він заснував Ізраїльський архів народних казок у Хайфі, який згодом зібрав понад 25 000 єврейських народних казок з усього світу. Архів пізніше було перейменовано на честь Ноя. Ной збирав та аналізував народні казки кількох єврейських громад, включаючи ашкеназів, сефардів та євреїв Близького Сходу. Колекція Ізраїльського архіву народних казок була опублікована в англійському перекладі в серії «Народні казки євреїв» під редакцією учня Ноя Дена Бен-Амоса. Він також заснував Центр досліджень фольклору в Єврейському університеті та викладав там курс єврейського фольклору. Ной багато подорожував, читав лекції та відвідував конференції. У 1985–1992 роках він також був професором їдишського фольклору в Університеті Бар-Ілан.
У 2004 році Ной був нагороджений Ізраїльською премією, найвищою нагородою країни, за свої фольклорні дослідження. У 2002 році він отримав 
премію імені Бялика. Його називали «Дуєном єврейської фольклористики», і він «самостійно започаткував вивчення єврейського фольклору в Ізраїлі».
Ной помер 29 вересня 2013 року в Єрусалимі.

## Наукові праці
- Neuman (Noy), Dov (1954). Motif-Index of Talmudic-Midrashic Literature (PDF) (PhD). Indiana University. Процитовано 18 липня 2025.
- Noy, Dov (1 січня 1961). The First Thousand Folktales in the Israel Folktale Archives. Fabula. 4 (1): 99—110. doi:10.1515/fabl.1961.4.1.99.
- Noy, Dov (1963). Folktales of Israel. University of Chicago Press. Процитовано 18 липня 2025.
- Noy, Dov; Ben-Amos, Dan; Frankel, Ellen (2006). Folktales of the Jews, Volume 1: Tales from the Sephardic Dispersion (англ.). Jewish Publication Society. ISBN 978-0-8276-0829-0.
- Ben-Amos, Dan; Noy, Dov (2006). Folktales of the Jews, Volume 2: Tales from Eastern Europe (англ.). Jewish Publication Society. ISBN 978-0-8276-0830-6. Процитовано 18 липня 2025.
- Ben-Amos, Dan; Noy, Dov (2011). Folktales of the Jews, Volume 3: Tales from Arab Lands (англ.). Jewish Publication Society. ISBN 978-0-8276-0871-9. Процитовано 18 липня 2025.

## Зовнішні посилання
- Dov Noy Archive
- Stroum Lectures 1986 by Dov Noy
- Israel Folktale Archives